# سلک‌السلوک
سِلک‌السُلوک نام کتابی عرفانی است به فارسی نوشته ضیاءالدین نخشبی از عارفان سده هشتم هجری.
نخشبی این کتاب را به یکصدوپنجاه‌ویک سلک بخش کرده است.
این کتاب
در سال ۱۳۶۹خ توسط دکتر غلامعلی آریا و از سوی کتابفروشی زوار در تهران به چاپ رسیده‌است.

## مضمون کلی کتاب
سلک السلوک نام کتابی عرفانی است به فارسی نوشته ضیا‌ء الدین نخشبی از عارفان سده هشتم هجری
نخشبی این کتاب را به یک صدو پنجاه و یک سلک بخش کرده است. در تالیف کتاب چندان مقید در ترتیب فصول و ابواب نبوده است بدان معنی که چند سلک اولیه را به اصطلاحات عرفانی و سپس چند سلک به مسائل اخلاقی اختصاص داده است در میان سلک های اخلاقی گاه گاهی سلک هایی امده است که از اصطلاحات صوفیانه بحث میکند. سلک های اواخر کتاب به شرح حال و کلمات چند تن از مشایخ صوفیه تخصیص یافته است وسرانجام اخرین سلک کتاب درمورد اولیاء و اقطاب و برگزیدگان است. افزون بر این گاهی مؤلف یک سلک را به چند موضوع اختصاص داده است و در یک سلک شرح سه تا چهار موضوع عرفانی را گنجانیده است و پایان هر سلک هم با دو بیت شعر که از خود مولف است تحت عنوان «قطعه» خاتمه می یابد.

## نمونه ابیات
| نخشبی گر چه مرد درویش است |  | لیک زین گونه ملک ها دارد   |
| گر توانگر بخوانمش شاید    |  | اینکه از در چه سلک ها دارد |

***
| نخشبی حال خوش طلب همه حال |  | این علامت نشان بی عیبی است |
| حال از کسب، کسب نتوان کرد |  | حال خوش از مواهب غیبی است  |

## نکات دستوری
۱ـ مولف گاهی مردم را به معنی شخص و انسان به کار برده و در جمله برای ان فعل مفرد اورده است.
۲ـ به کار بردن مضارع اخباری به جای مضارع التزامی
۳ـ استعمال ایشان به جای انها، او به جای ان، درمورد اشیاء غیر ذی شعور.
۴ـ برخی از واژه ها و تعبیرات مستعمل که در روزگار ما نادر می نماید مانند : مهتر به جای حضرت، ابدستی به جای وضو

## مآخذ نشخبی در تألیف کتاب
کیمیای سعادت، کشف الاسرار میبدی ، تذکر‌ةاولیاء ، ترجمه فارسی احیاء العلوم ، فوائد الفؤاد ، کشف المحجوب 

## منبع
فهرست دی‌ماه ۱۳۷۰ انتشارات صبا (نیویورک)، انتشارات روزنه (تهران).
ص ۷۵.